# Thesprotikó
Thesprotikó är en ort i Grekland.   Den ligger i prefekturen Nomós Prevézis och regionen Epirus, i den centrala delen av landet, 290 km nordväst om huvudstaden Aten. Thesprotikó ligger 50 meter över havet och antalet invånare är 1 718.
Terrängen runt Thesprotikó är kuperad åt sydost, men åt nordväst är den bergig. Thesprotikó ligger nere i en dal. Runt Thesprotikó är det ganska glesbefolkat, med 42 invånare per kvadratkilometer. Närmaste större samhälle är Arta, 19,9 km sydost om Thesprotikó. 